# Ronde van Vlaanderen 2022
De Ronde van Vlaanderen werd in 2022 verreden op zondag 3 april. De VRT zond van 9.15 uur tot en met 19.00 live uit met eerst de mannenkoers en aansluitend het slot van de vrouwenkoers. De winnaars waren Mathieu van der Poel uit Nederland bij de mannen en Lotte Kopecky uit België bij de vrouwen.

## Mannen
Voor de mannen was het de 106e editie. Titelverdediger was de Deen Kasper Asgreen; hij werd opgevolgd door Mathieu van der Poel.

### Parcours
De start was in Antwerpen en de finish in Oudenaarde. Het parcours was 272,5 kilometer, iets minder dan tien kilometer langer dan de vorige editie.

### Uitslag
| Plaats | Naam                 | Ploeg                              | Tijd     |
| ------ | -------------------- | ---------------------------------- | -------- |
| 1      | Mathieu van der Poel | Alpecin-Fenix                      | 6u18'22" |
| 2      | Dylan van Baarle     | INEOS Grenadiers                   | z.t.     |
| 3      | Valentin Madouas     | Groupama-FDJ                       | z.t.     |
| 4      | Tadej Pogačar        | UAE Team Emirates                  | z.t.     |
| 5      | Stefan Küng          | Groupama-FDJ                       | + 2"     |
| 6      | Dylan Teuns          | Bahrain Victorious                 | z.t.     |
| 7      | Fred Wright          | Bahrain Victorious                 | + 11"    |
| 8      | Mads Pedersen        | Trek-Segafredo                     | + 48"    |
| 9      | Christophe Laporte   | Team Jumbo-Visma                   | z.t.     |
| 10     | Alexander Kristoff   | Intermarché-Wanty-Gobert Matériaux | z.t.     |
| 11     | Michael Matthews     | Team BikeExchange Jayco            | z.t.     |
| 12     | Jan Tratnik          | Bahrain Victorious                 | z.t.     |
| 13     | Tiesj Benoot         | Team Jumbo-Visma                   | + 1'02"  |
| 14     | Tom Pidcock          | INEOS Grenadiers                   | + 1'05"  |
| 15     | Greg Van Avermaet    | AG2R-Citroën                       | + 1'07"  |
| 16     | Danny van Poppel     | BORA-hansgrohe                     | z.t.     |
| 17     | Matis Louvel         | Arkéa Samsic                       | z.t.     |
| 18     | John Degenkolb       | Team DSM                           | z.t.     |
| 19     | Mike Teunissen       | Team Jumbo-Visma                   | z.t.     |
| 20     | Alex Aranburu        | Movistar Team                      | z.t.     |

## Vrouwen
De 19e Ronde van Vlaanderen voor vrouwen werd verreden op zondag 3 april 2022. De wedstrijd werd net als voorgaande jaren live uitgezonden en de finish was gepland na de finish van de mannen. Annemiek van Vleuten was de titelverdedigster; zij werd opgevolgd door Lotte Kopecky.

### Parcours
De Ronde met start en finish in Oudenaarde telde dit jaar 159 kilometer, zeven kilometer meer dan het jaar ervoor.

#### Kasseistroken
| Kasseistrook | Naam             | Km   | Lengte (m) | Km van aankomst |
| ------------ | ---------------- | ---- | ---------- | --------------- |
| 1            | Lippenhovestraat | 33,0 | 1 300      | 102,6           |
| 2            | Paddestraat      | 35,0 | 1 500      | 100,6           |
| 3            | Holleweg         | 57,0 | 1 500      | 78,6            |
| 4            | Haaghoek         | 62,0 | 2 000      | 73,6            |

### Deelnemende ploegen
| UCI World Tour teams | UCI World Tour teams                                                                              | UCI Continental teams                                                                                      | UCI Continental teams                                                                     |
| --- | ------------------------------------------------------------------------------------------------- | --- | ----------------------------------------------------------------------------------------- |
| BikeExchange Jayco Canyon-SRAM DSM EF Education-TIBCO-SVB FDJ Nouvelle-Aquitaine Futuroscope Human Powered Health Jumbo-Visma | Liv Racing Xstra Movistar Roland Cogeas Edelweiss Squad SD Worx Trek-Segafredo UAE Team ADQ Uno-X | AG Insurance NXTG Bingoal Casino-Chevalmeire-Van Eyck Sport Ceratizit-WNT Le Col-Wahoo Lotto Soudal Ladies | Massi-Tactic Multum Accountants Parkhotel Valkenburg Plantur-Pura Valcar-Travel & Service |

### Uitslag
| Plaats | Naam                        | Ploeg                              | Tijd     |
| ------ | --------------------------- | ---------------------------------- | -------- |
| 1      | Lotte Kopecky               | Team SD Worx                       | 4u11'21" |
| 2      | Annemiek van Vleuten        | Movistar Team                      | z.t.     |
| 3      | Chantal van den Broek-Blaak | Team SD Worx                       | + 2"     |
| 4      | Arlenis Sierra              | Movistar Team                      | + 40"    |
| 5      | Marlen Reusser              | Team SD Worx                       | z.t.     |
| 6      | Cecilie Uttrup Ludwig       | FDJ Nouvelle-Aquitaine Futuroscope | z.t.     |
| 7      | Grace Brown                 | FDJ Nouvelle-Aquitaine Futuroscope | z.t.     |
| 8      | Katarzyna Niewiadoma        | Canyon-SRAM                        | z.t.     |
| 9      | Brodie Chapman              | FDJ Nouvelle-Aquitaine Futuroscope | + 42"    |
| 10     | Marta Bastianelli           | UAE Team ADQ                       | + 1'10"  |
| 11     | Silvia Persico              | Valcar-Travel & Service            | z.t.     |
| 12     | Sarah Roy                   | Canyon-SRAM                        | z.t.     |
| 13     | Emma Norsgaard              | Movistar Team                      | z.t.     |
| 14     | Floortje Mackaij            | Team DSM                           | z.t.     |
| 15     | Christine Majerus           | Team SD Worx                       | z.t.     |
| 16     | Sofia Bertizzolo            | UAE Team ADQ                       | z.t.     |
| 17     | Demi Vollering              | Team SD Worx                       | z.t.     |
| 18     | Alexandra Manly             | BikeExchange Jayco                 | z.t.     |
| 19     | Maaike Boogaard             | UAE Team ADQ                       | z.t.     |
| 20     | Marianne Vos                | Jumbo-Visma                        | z.t.     |

1913 · 
1914 · 
1915 · 
1916 · 
1917 · 
1918 · 
1919 · 
1920 · 
1921 · 
1922 · 
1923 · 
1924 · 
1925 · 
1926 · 
1927 · 
1928 · 
1929 · 
1930 · 
1931 · 
1932 · 
1933 · 
1934 · 
1935 · 
1936 · 
1937 · 
1938 · 
1939 · 
1940 · 
1941 · 
1942 · 
1943 · 
1944 · 
1945 · 
1946 · 
1947 · 
1948 · 
1949 · 
1950 · 
1951 · 
1952 · 
1953 · 
1954 · 
1955 · 
1956 · 
1957 · 
1958 · 
1959 · 
1960 · 
1961 · 
1962 · 
1963 · 
1964 · 
1965 · 
1966 · 
1967 · 
1968 · 
1969 · 
1970 · 
1971 · 
1972 · 
1973 · 
1974 · 
1975 · 
1976 · 
1977 · 
1978 · 
1979 · 
1980 · 
1981 · 
1982 · 
1983 · 
1984 · 
1985 · 
1986 · 
1987 · 
1988 · 
1989 · 
1990 · 
1991 · 
1992 · 
1993 · 
1994 · 
1995 · 
1996 · 
1997 · 
1998 · 
1999 · 
2000 · 
2001 · 
2002 · 
2003 · 
2004 · 
2005 · 
2006 · 
2007 · 
2008 · 
2009 · 
2010 · 
2011 · 
2012 · 
2013 · 
2014 · 
2015 · 
2016 · 
2017 · 
2018 · 
2019 · 
2020 · 
2021 · 
2022 · 
2023 · 
2024
Lijst van beklimmingen
Ronde van de Verenigde Arabische Emiraten ·
Omloop Het Nieuwsblad ·
Strade Bianche ·
Parijs-Nice · 
Tirreno-Adriatico · 
Milaan-San Remo ·
Ronde van Catalonië ·
Driedaagse Brugge-De Panne ·
E3 Saxo Bank Classic ·
Gent-Wevelgem ·
Dwars door Vlaanderen ·
Ronde van Vlaanderen ·
Ronde van het Baskenland ·
Amstel Gold Race ·
Parijs-Roubaix ·
Waalse Pijl ·
Luik-Bastenaken-Luik ·
Ronde van Romandië ·
Eschborn-Frankfurt ·
Ronde van Italië ·
Critérium du Dauphiné ·
Ronde van Zwitserland ·
Ronde van Frankrijk ·
Clásica San Sebastián ·
Ronde van Polen ·
BEMER Cyclassics ·
Bretagne Classic ·
Benelux Tour ·
Ronde van Spanje ·
GP van Quebec · 
GP van Montreal · 
Ronde van Lombardije ·
Ronde van Guangxi ·
Strade Bianche ·
Ronde van Drenthe ·
Trofeo Alfredo Binda-Comune di Cittiglio ·
Brugge-De Panne ·
Gent-Wevelgem ·
Ronde van Vlaanderen ·
Amstel Gold Race ·
Parijs-Roubaix ·
Waalse Pijl ·
Luik-Bastenaken-Luik ·
Itzulia Women ·
Ronde van Burgos ·
RideLondon Classic ·
The Women's Tour · 
Giro Donne · 
Tour de France Femmes ·
Postnord Vårgårda WestSweden · 
Ronde van Scandinavië ·
GP de Plouay-Bretagne ·
Simac Ladies Tour ·
Ceratizit Challenge by La Vuelta · 
Ronde van Romandië
Afgelaste wedstrijden: Cadel Evans Great Ocean Road Race · 
Tour of Chongming Island · 
Ronde van Guangxi